# Senecio warszewiczii
Senecio warszewiczii là một loài thực vật có hoa trong họ Cúc. Loài này được A.Braun & Bouché miêu tả khoa học đầu tiên năm 1851.